# بريت كلارك (أستاذ جامعي)
بريت كلارك (بالإنجليزية: Brett Clark)‏ هو عالم اجتماع أمريكي، ولد في القرن العشرين.